# The King of Fighters (film)
Pour plus de détails, voir Fiche technique et Distribution.
The King of Fighters est un film d'arts martiaux réalisé par Gordon Chan, sorti en 2009.
Il est basé sur la série de jeux vidéo de combat, The King of Fighters, mais l'histoire est grandement différente de celle des jeux.

## Synopsis
Depuis des siècles, des combattants issus de clans légendaires s'affrontent lors d'un tournoi situé dans une autre dimension. Le plus fort de tous devient le King of Fighters.
Rugal, aveuglé par le pouvoir, va défier les lois du jeu et invoquer l'Orochi pour recevoir une puissance sans fin.
Mai Shiranui, agent infiltré, Kyo Kusanagi, fils d'un grand maître et Iori Yagami, ennemi du clan Kusanagi vont devoir l'arrêter avant que celui-ci ne soumette le monde à ses pieds.

## Fiche technique
- Titre : The King of Fighters[1]
- Réalisation : Gordon Chan
- Scénario : Rita Augustine, Matthew Ryan Fischer
- Production : Andrew Mann, Tilo Seifert, Bobby Sheng, Joseph Chou, Tim Kwok
- Édition : Chan Ki-hop
- Musique : Tetsuya Takahashi
- Photographie : Arthur Wong
- Son : Shane Connelly, Jeffrey Alan Jones
- Direction artistique : Eija Johnson
- Décors : Jill Scott
- Costumes : Sheila White
- Sociétés de distribution : Arclight Films et Micott & Basara
- Budget : 12 000 000 $[2]
- Langue : Anglais
- Pays d'origine :  Taïwan,  États-Unis, etc.
- Format : Couleurs - 1.85 : 1
- Genre : Action, fantastique, science-fiction
- Durée : 93 minutes
- Dates de sortie [3]:
  -  États-Unis : 4 novembre 2009
  -  Singapour : 26 août 2010

## Distribution
- Sean Faris : Kyo Kusanagi
- Maggie Q : Mai Shiranui
- Will Yun Lee : Iori Yagami
- Ray Park : Rugal Bernstein
- Françoise Yip : Chizuru Kagura
- Hiro Kanagawa : Saisyu Kusanagi
- David Leitch : Terry Bogard
- Monique Ganderton : Mature
- Bernice Liu : Vice